# Mario Fontana (partigiano)
Mario Fontana (La Spezia, 26 marzo 1897 – Firenze, 10 maggio 1948) è stato un militare e partigiano italiano.

## Biografia
Dopo aver frequentato l'Accademia militare ha partecipato alla Grande guerra, ottenendo la promozione a capitano.
Nel 1930 fu incaricato dell'insegnamento alla Scuola allievi ufficiali. Alla scoppio della seconda guerra mondiale partecipò, col grado di colonnello, alle operazioni nel fronte occidentale, in Francia, ed in Grecia. Dopo l'armistizio raggiunse la sua città natale e decise di combattere contro i nazifascisti. Entrò a far parte del Comitato militare del CLN provinciale come rappresentante socialista. Nella primavera del 1944 ricevette dallo stesso Comitato di Liberazione nazionale provinciale l'incarico di coordinare e organizzare le formazioni partigiane operanti nella IV Zona operativa, arrivando a comandare l'intera area operativa, con il ruolo di comandante della I Divisione "Liguria". Assunse il prima il nome di battaglia "Turchi", omonimo del prefetto fascista all'epoca in carica, e poi "Cossu".
Dopo la Liberazione, il CLN della Spezia propose a Fontana di assumere l'incarico di prefetto della provincia, ma l'ufficiale rifiutò l'incarico, preferendo dedicarsi agli ex partigiani, fondando la sede locale della FIAP.
Promosso generale di Brigata per meriti di guerra, fu in seguito nominato Comandante del Presidio militare della Spezia.
Si spense prematuramente in una clinica di Firenze, stroncato dal cancro.
I documenti relativi alla sua attività partigiana sono raccolti presso l'Istituto Storico della Resistenza spezzina.

## Intitolazioni
A Mario Fontana è intitolata una via nel comune della Spezia e di una scuola media spezzina.